# Liste der Baudenkmäler in Dinkelscherben
Auf dieser Seite sind die Baudenkmäler in dem schwäbischen Markt Dinkelscherben zusammengestellt. Diese Tabelle ist eine Teilliste der Liste der Baudenkmäler in Bayern. Grundlage ist die Bayerische Denkmalliste, die auf Basis des Bayerischen Denkmalschutzgesetzes vom 1. Oktober 1973 erstmals erstellt wurde und seither durch das Bayerische Landesamt für Denkmalpflege geführt wird. Die folgenden Angaben ersetzen nicht die rechtsverbindliche Auskunft der Denkmalschutzbehörde.

## Ensembles

### Ensemble Ortskern Grünenbaindt

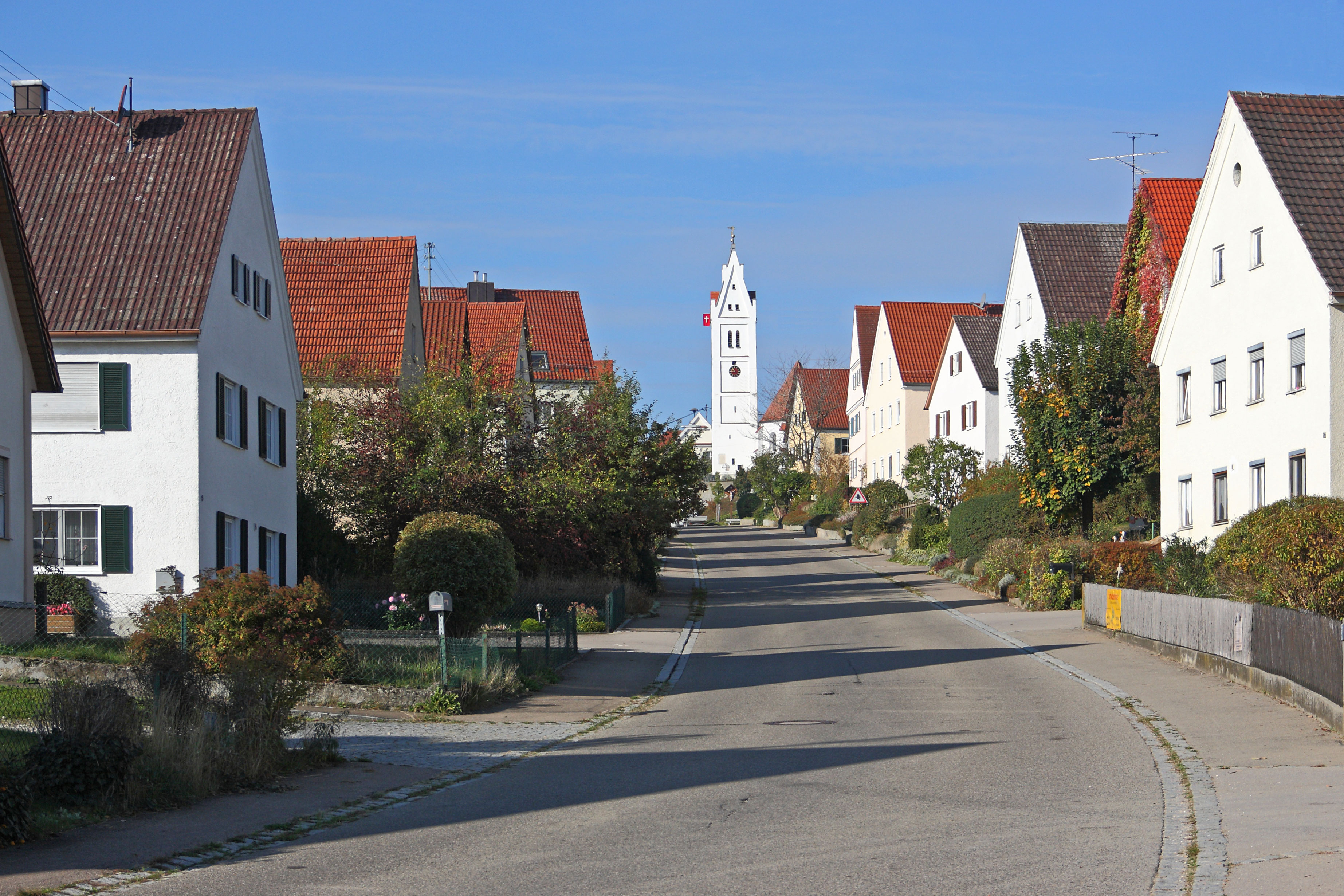

Das Ensemble umfasst den historisch bebauten Bereich des Ortes Grünenbaindt. Es handelt sich um eine der charakteristischen mittelschwäbischen Rodungssiedlungen des 14. Jahrhunderts, deren Rückgrat eine etwa 750 Meter lange westöstlich gerichtete, nach Osten stark abfallende Straßenachse ist. Zu beiden Seiten reihen sich je etwa 25 alte Anwesen, überwiegend noch bäuerlichen Charakters, dicht aneinander. Die mittelalterliche Grundrissstruktur der Siedlung ist eindrucksvoll erhalten; an die Straßenfronten stoßen einheitlich und in etwa gleichen Abständen die Giebel der Wohnstallhäuser. Es handelt sich um zweigeschossige verputzte Satteldachbauten, entstanden im späteren 19. und frühen 20. Jahrhundert; sie haben die älteren erdgeschossigen Bauten ersetzt. An den beiden Ortsenden treten auch einzelne Traufseithäuser auf. Jedem Anwesen ist ein Hausgarten nachgeordnet; die Abgrenzung der Gartenflächen gegen die Feldflur ist deutlich ausgebildet, sie ist die Grenze des Ensembles an der Nord- und Südseite der Siedlung. Etwa in der Mitte des Straßenangers erhebt sich die vom Friedhof umgebene, auf das Spätmittelalter zurückgehende Pfarrkirche St. Peter und Paul. Sie setzt zusammen mit dem Gemeindehaus einen monumentalen Akzent im Ortsbild. Ähnlich hebt sich auch das Pfarrhaus von 1733 von den Bauernanwesen ab. Bedingt durch das West-Ost-Gefälle ergeben sich eindrucksvolle Straßenbilder mit dichten Giebelstaffelungen. Aktennummer: E-7-72-131-1.

## Baudenkmäler nach Ortsteilen

### Dinkelscherben
| Lage                                              | Objekt                               | Beschreibung | Akten-Nr.              | Bild                           |
| ------------------------------------------------- | ------------------------------------ | --- | ---------------------- | ------------------------------ |
| Augsburger Straße 1 (Standort)                    | Katholische Pfarrkirche St. Anna     | 1507 errichtet, Turm um 1580, Barockisierung 1717 und 1770; mit Ausstattung. | D-7-72-131-1 Wikidata  | weitere Bilder                 |
| Augsburger Straße 2 (Standort)                    | Gasthof Schwarzer Adler              | Satteldachbau, 2. Hälfte 17. Jahrhundert. | D-7-72-131-2 Wikidata  | weitere Bilder                 |
| Augsburger Straße 4 (Standort)                    | Ehemaliges Brauereigebäude           | geschlämmter Backsteinbau um 1860, 1967 erneuert und als Rathaus eingerichtet. | D-7-72-131-3 Wikidata  | weitere Bilder                 |
| Augsburger Straße 6 (Standort)                    | Verwaltungsgebäude des Spitals       | Walmdachbau, Ende 18. Jahrhundert. | D-7-72-131-4 Wikidata  | Verwaltungsgebäude des Spitals |
| Augsburger Straße 9 (Standort)                    | Bauernhaus                           | Satteldachbau, um Mitte 17. Jahrhundert, erneuert. | D-7-72-131-5 Wikidata  | Bauernhaus                     |
| Augsburger Straße 27 (Standort)                   | Ehemaliges Zehentstadel              | Satteldachbau, massiv, um Mitte 18. Jahrhundert. | D-7-72-131-6 Wikidata  | Ehemaliges Zehentstadel        |
| Marktstraße (Standort)                            | Katholische Marienkapelle            | 18./19. Jahrhundert; mit Ausstattung. | D-7-72-131-8 Wikidata  | Katholische Marienkapelle      |
| Marktstraße 6 (Standort)                          | Wohnhaus eines ehemaligen Bauernhofs | Satteldachbau mit Giebelgesimsen, 2. Hälfte 18. Jahrhundert. | D-7-72-131-57 Wikidata | weitere Bilder                 |
| Marktstraße 7 (Standort)                          | Wohnhaus                             | Satteldachbau, um 1800 | D-7-72-131-7 Wikidata  | weitere Bilder                 |
| Spitalgasse 2 (Standort)                          | Ehemaliges Spital                    | jetzt Altersheim, stattliche Dreiflügelanlage, um 1700 neu errichtet, 1764 erweitert; Spitalkapelle Mariä Himmelfahrt, 1606 ff., 1851 neugotisch ausgestaltet; mit Ausstattung; Brunnen im Innenhof, 1770, Säule Mitte 19. Jahrhundert, Brunnenfigur 2. Hälfte 17. Jahrhundert. | D-7-72-131-9 Wikidata  | weitere Bilder                 |
| Zusameck (am Schloßberg) (Standort)               | Kalvarienberg                        | mit Kreuzgruppe, 1852, und Kreuzweg, 1845/46. | D-7-72-131-11 Wikidata | weitere Bilder                 |
| Zusameck (am Südhang des Schloßberges) (Standort) | Schlosskapelle Hl. Kreuz             | spätgotisch, um 1850 neugotischer Ausbau; mit Ausstattung. | D-7-72-131-10 Wikidata | Schlosskapelle Hl. Kreuz       |

### Anried
| Lage                           | Objekt                                | Beschreibung                                                    | Akten-Nr.              | Bild           |
| ------------------------------ | ------------------------------------- | --------------------------------------------------------------- | ---------------------- | -------------- |
| Kirchstraße 5 (Standort)       | Katholische Pfarrkirche St. Felizitas | Neubau 1843 von F. Feneberg, Turm spätgotisch; mit Ausstattung. | D-7-72-131-13 Wikidata | weitere Bilder |
| Reichenbachstraße 8 (Standort) | Pfarrhaus                             | Walmdachbau, 1756 von Joseph Meitinger.                         | D-7-72-131-14 Wikidata | Pfarrhaus      |

### Au
| Lage             | Objekt                            | Beschreibung                          | Akten-Nr.              | Bild                              |
| ---------------- | --------------------------------- | ------------------------------------- | ---------------------- | --------------------------------- |
| Au 22 (Standort) | Katholische Kapelle Sankt Michael | neugotisch, 1863/64; mit Ausstattung. | D-7-72-131-15 Wikidata | Katholische Kapelle Sankt Michael |

### Breitenbronn
| Lage                   | Objekt                                 | Beschreibung | Akten-Nr.              | Bild                |
| ---------------------- | -------------------------------------- | --- | ---------------------- | ------------------- |
| Talstraße 2 (Standort) | Ehemaliges Vogthaus                    | Satteldachbau, Erdgeschoss 1715, Obergeschoss gegen 1800. | D-7-72-131-19 Wikidata | Ehemaliges Vogthaus |
| Talstraße 6 (Standort) | Katholische Pfarrkirche St. Margaretha | spätgotisch, 1728 vergrößert von Joseph Meitinger; mit Ausstattung; zugehörig Friedhofsmauer, 17./18. Jahrhundert, und Ölbergkapelle, wohl 1. Hälfte 19. Jahrhundert. | D-7-72-131-20 Wikidata | weitere Bilder      |

### Ettelried
| Lage                                      | Objekt                                | Beschreibung | Akten-Nr.              | Bild           |
| ----------------------------------------- | ------------------------------------- | --- | ---------------------- | -------------- |
| Pfarrer-Bort-Straße 2 (Standort)          | Pfarrhaus                             | Satteldachbau, 1766, mit Resten von Fassadenmalerei. | D-7-72-131-22 Wikidata | weitere Bilder |
| Pfarrer-Bort-Straße 4 (Standort)          | Katholische Pfarrkirche St. Katharina | im Kern 1491, barockisiert 1688, Innenrestaurierung 1876; mit Ausstattung; Seelenkapelle im Friedhof, 1879 als Grabkapelle gestiftet; Friedhofsportal, Neurenaissance, 1869. | D-7-72-131-23 Wikidata | weitere Bilder |
| Von-Schnurbein-Straße 11 (Standort)       | Schloss                               | klassizistischer Bau mit Mansardwalmdach, 1792. | D-7-72-131-24 Wikidata | weitere Bilder |
| Von-Schnurbein-Straße 28 (Standort)       | Bauernhaus                            | Stammhaus der Malerfamilie Scherer, Putzbau mit reicher Gliederung, bemalt durch Joseph Scherer, 1876.                                                                       | D-7-72-131-25 Wikidata | weitere Bilder |
| Von-Schnurbein-Straße 47 (Standort)       | Wegkapelle                            | 1870; mit Ausstattung | D-7-72-131-26 Wikidata | weitere Bilder |
| Grund (am westlichen Ortsrand) (Standort) | Bildstock                             | 2. Hälfte 19. Jahrhundert. | D-7-72-131-27 Wikidata | Bildstock      |

### Fleinhausen
| Lage                             | Objekt                               | Beschreibung                                     | Akten-Nr.              | Bild           |
| -------------------------------- | ------------------------------------ | ------------------------------------------------ | ---------------------- | -------------- |
| Dekan-Prölle-Straße 1 (Standort) | Pfarrhaus                            | Satteldachbau, 1779 von Johann Mitreiter erbaut. | D-7-72-131-28 Wikidata | Pfarrhaus      |
| Römerstraße 23 (Standort)        | Katholische Pfarrkirche St. Nikolaus | spätgotische Anlage, 1474; mit Ausstattung.      | D-7-72-131-29 Wikidata | weitere Bilder |

### Grünenbaindt
| Lage                                | Objekt                                | Beschreibung                                                                             | Akten-Nr.              | Bild           |
| ----------------------------------- | ------------------------------------- | ---------------------------------------------------------------------------------------- | ---------------------- | -------------- |
| Am Lindenplatz 1 (Standort)         | Kapelle St. Leonhard                  | 1767, Mitte 19. Jahrhundert verlängert; mit Ausstattung.                                 | D-7-72-131-30 Wikidata | weitere Bilder |
| Kirchbergstraße 2 (Standort)        | Katholische Kirche St. Peter und Paul | im Kern 2. Hälfte 15. Jahrhundert, mehrfach ausgebaut, 1782 verlängert; mit Ausstattung. | D-7-72-131-31 Wikidata | weitere Bilder |
| Sankt-Leonhard-Straße 30 (Standort) | Pfarrhaus                             | Satteldachbau, 1773                                                                      | D-7-72-131-32 Wikidata | Pfarrhaus      |

### Häder
| Lage                                            | Objekt                              | Beschreibung | Akten-Nr.              | Bild           |
| ----------------------------------------------- | ----------------------------------- | --- | ---------------------- | -------------- |
| Kirchplatz 1, 2 (Standort)                      | Katholische Pfarrkirche St. Stephan | Turmunterbau romanisch, Chor im Kern spätgotisch, Turmoberteil um 1700, Neubau des Langhauses vor 1765, wohl von Ignaz Paulus; mit Ausstattung; Friedhofsmauer, auf der Westseite Portal mit Dreiecksgiebel, 17./18. Jahrhundert. | D-7-72-131-34 Wikidata | weitere Bilder |
| Kirchplatz 5 (Standort)                         | Pfarrhaus                           | Satteldachbau, 1692, erneuert 1755; Wasch- und Backhaus mit Walmdach, Mitte 18. Jahrhundert. | D-7-72-131-35 Wikidata | Pfarrhaus      |
| Schellwiesen (am östlichen Ortsende) (Standort) | Wegkapelle                          | Mitte 18. Jahrhundert | D-7-72-131-36 Wikidata | Wegkapelle     |

### Holzara
| Lage                    | Objekt      | Beschreibung                                                      | Akten-Nr.              | Bild           |
| ----------------------- | ----------- | ----------------------------------------------------------------- | ---------------------- | -------------- |
| Holzara 13 (Standort)   | Bauernhaus  | mit Giebelgesimsen, Backofenanbau und Wandfresko, bezeichnet 1805 | D-7-72-131-37 Wikidata | Bauernhaus     |
| Holzara 16 a (Standort) | Ortskapelle | erbaut 1908                                                       | D-7-72-131-38 Wikidata | weitere Bilder |

### Lindach
| Lage                            | Objekt              | Beschreibung                           | Akten-Nr.              | Bild                |
| ------------------------------- | ------------------- | -------------------------------------- | ---------------------- | ------------------- |
| Tragheimerstraße 6 a (Standort) | Katholische Kapelle | Mitte 18. Jahrhundert; mit Ausstattung | D-7-72-131-39 Wikidata | Katholische Kapelle |

### Neuhäder
| Lage                        | Objekt                             | Beschreibung                                                | Akten-Nr.              | Bild                        |
| --------------------------- | ---------------------------------- | ----------------------------------------------------------- | ---------------------- | --------------------------- |
| Marienstraße 4 (Standort)   | Katholische Filialkirche St. Maria | erbaut 1719/20 von Georg Rainer; mit Ausstattung.           | D-7-72-131-40 Wikidata | weitere Bilder              |
| Marienstraße 4 a (Standort) | Ehemaliges Benefiziatenhaus        | mit abgewalmtem Satteldach, 1727; mit der Kirche verbunden. | D-7-72-131-41 Wikidata | Ehemaliges Benefiziatenhaus |

### Oberschöneberg
| Lage                             | Objekt                             | Beschreibung                                                                                     | Akten-Nr.              | Bild           |
| -------------------------------- | ---------------------------------- | ------------------------------------------------------------------------------------------------ | ---------------------- | -------------- |
| Kaltenburger Straße 3 (Standort) | Bauernhaus                         | Mitterstallbau mit drei Giebelgesimsen, 1. Hälfte 19. Jahrhundert.                               | D-7-72-131-42 Wikidata | Bauernhaus     |
| Kaltenburger Straße 7 (Standort) | Wohnhaus                           | mit zwei Giebelgesimsen, 1823                                                                    | D-7-72-131-43 Wikidata | Wohnhaus       |
| Maienbergstraße 11 (Standort)    | Gasthaus                           | Satteldachbau mit Gesimsgliederung und Eckquaderung, 2. Hälfte 18. Jahrhundert                   | D-7-72-131-45 Wikidata | Gasthaus       |
| Maienbergstraße 13 (Standort)    | Katholische Pfarrkirche St. Ulrich | im Kern um 1490, 1728 erweitert von Joseph Meitinger, 1793 nochmals verlängert; mit Ausstattung. | D-7-72-131-46 Wikidata | weitere Bilder |

### Reischenau
| Lage                    | Objekt  | Beschreibung                 | Akten-Nr.              | Bild    |
| ----------------------- | ------- | ---------------------------- | ---------------------- | ------- |
| Reischenau 9 (Standort) | Kapelle | erbaut 1905; mit Ausstattung | D-7-72-131-48 Wikidata | Kapelle |

### Ried
| Lage                           | Objekt                                    | Beschreibung                                                                                          | Akten-Nr.              | Bild                 |
| ------------------------------ | ----------------------------------------- | --- | ---------------------- | -------------------- |
| Hattenbergstraße 14 (Standort) | Gasthaus                                  | Satteldachbau mit Strebepfeilern und Giebelgesimsen, Mitte 18. Jahrhundert                            | D-7-72-131-49 Wikidata | Gasthaus             |
| Hattenbergstraße 15 (Standort) | Bauernhaus                                | Wohnstallbau mit drei Giebelgesimsen, 2. Hälfte 18. Jahrhundert                                       | D-7-72-131-50 Wikidata | Bauernhaus           |
| Hattenbergstraße 16 (Standort) | Pfarrhaus                                 | mit Satteldach, im Kern um 1620, Giebel 1697/98; Muttergottes, um 1720, in Nische                     | D-7-72-131-51 Wikidata | Pfarrhaus            |
| Hattenbergstraße 17 (Standort) | Katholische Pfarrkirche Mariä Himmelfahrt | Chor und Turmunterbau spätgotisch, 1726 barocker Ausbau; mit Ausstattung                              | D-7-72-131-52 Wikidata | weitere Bilder       |
| Hattenbergstraße 21 (Standort) | Ehemaliges Schulhaus                      | zweigeschossiger Zeltdachbau mit Gesimsgliederung, Flacherker und geschwungenem Zwerchgiebel, um 1909 | D-7-72-131-58 Wikidata | Ehemaliges Schulhaus |

### Saulach
| Lage                  | Objekt  | Beschreibung                                       | Akten-Nr.              | Bild           |
| --------------------- | ------- | -------------------------------------------------- | ---------------------- | -------------- |
| Saulach 19 (Standort) | Kapelle | Neurokoko, Anfang 20. Jahrhundert; mit Ausstattung | D-7-72-131-53 Wikidata | weitere Bilder |

### Schempach
| Lage                     | Objekt                                             | Beschreibung                 | Akten-Nr.              | Bild                                               |
| ------------------------ | -------------------------------------------------- | ---------------------------- | ---------------------- | -------------------------------------------------- |
| Schempach 5 a (Standort) | Katholische Kapelle zur Schmerzhaften Muttergottes | erbaut 1750; mit Ausstattung | D-7-72-131-54 Wikidata | Katholische Kapelle zur Schmerzhaften Muttergottes |

### Siefenwang
| Lage                    | Objekt                                | Beschreibung                                     | Akten-Nr.              | Bild                                  |
| ----------------------- | ------------------------------------- | ------------------------------------------------ | ---------------------- | ------------------------------------- |
| Siefenwang 4 (Standort) | Katholische Kapelle Unsere Liebe Frau | Chor von 1580, Langhaus um 1700; mit Ausstattung | D-7-72-131-55 Wikidata | Katholische Kapelle Unsere Liebe Frau |

### Stadel
| Lage                 | Objekt                           | Beschreibung                                    | Akten-Nr.              | Bild           |
| -------------------- | -------------------------------- | ----------------------------------------------- | ---------------------- | -------------- |
| Stadel 23 (Standort) | Katholische Kapelle St. Leonhard | Neubau 1739 von Matthias Kraus; mit Ausstattung | D-7-72-131-56 Wikidata | weitere Bilder |

## Ehemalige Baudenkmäler
In diesem Abschnitt sind Objekte aufgeführt, die früher einmal in der Denkmalliste eingetragen waren, jetzt aber nicht mehr. Objekte, die in anderem Zusammenhang also z. B. als Teil eines Baudenkmals weiter eingetragen sind, sollen hier nicht aufgeführt werden. Aktennummern in diesem Abschnitt sind ehemalige, jetzt nicht mehr gültige Aktennummern.

| Lage                            | Objekt    | Beschreibung                          | Akten-Nr.              | Bild      |
| ------------------------------- | --------- | ------------------------------------- | ---------------------- | --------- |
| Häder Hauptstraße 13 (Standort) | Hausfigur | Christus in der Rast, 18. Jahrhundert | D-7-72-131-33 Wikidata | Hausfigur |